# Sven Järve
Sven Järve, né le 25 juillet 1980 à Tallinn, est un escrimeur estonien pratiquant l'épée.

## Palmarès
- Championnats du monde d'escrime
  -  Médaille de bronze aux Championnats du monde d'escrime 2006 à Turin